# I Want to Live (línia directa)
I Want to Live (en ucraïnès: Хочу жити, romanitzat: Khochu zhyty; en rus: Хочу жить, romanitzat: Khochu zhit) és una línia d'ajuda per rebre apel·lacions de militars russos a Ucraïna. Operat per la Direcció Principal d'Intel·ligència d'Ucraïna, el servei està dissenyat per ajudar els militars russos que no volen participar en la invasió russa d'Ucraïna a rendir-se amb seguretat a les Forces Armades Ucraïneses. El projecte garanteix la detenció del personal militar que es rendeixi d'acord amb els Convenis de Ginebra.

## Procés
Segons el lloc web oficial del projecte, hi ha diversos mètodes pels quals un militar rus pot presentar una apel·lació i rendir-se. Això inclou trucar a la línia directa disponible les 24 hores del dia o seguir les instruccions d'un chatbot al canal de Telegram del projecte. Poc després del llançament del projecte, els funcionaris russos van bloquejar-ne l'accés des del territori del país.
Els ucraïnesos han utilitzat les xarxes socials en rus per difondre l'operació. Els soldats russos i els seus éssers estimats poden visitar el lloc i han de proporcionar dades personals sobre el soldat que es rendeix per identificar-lo correctament. La línia directa està atesa per 10 membres del personal del servei actiu amb formació en psicologia i van ser traslladats a un lloc secret, ja que han estat identificats com un objectiu potencial d'alt perfil.
Per a aquells que s'han rendit, els ucraïnesos ofereixen l'oportunitat de participar en un intercanvi de presoners organitzat entre els governs de Rússia i Ucraïna, o de romandre temporalment detinguts amb la possibilitat de quedar-se a Ucraïna o emigrar més tard. Els que es rendeixen tenen la garantia que si són retornats a casa mitjançant un intercanvi de presoners, la documentació indicaria que el soldat va ser capturat, no que s'hagués rendit.

## Història
El 18 de setembre, la seu de coordinació per al tractament de presoners de guerra, com a continuació del projecte dissenyat per fomentar la rendició del personal rus, va llançar un projecte estatal especial amb una línia directa de 24 hores per rebre peticions dels militars russos i les seves famílies al que anomenaria "I want to Live".
El 5 d'octubre de 2022, es va informar que la línia directa ja havia tingut el seu primer ús amb èxit per ajudar a la rendició d'un militar rus a les Forces Armades Ucraïneses. El soldat rus que es va rendir havia estat mobilitzat immediatament després de l'anunci de la mobilització parcial a Rússia.
Durant el primer mes del projecte, es van processar més de tres mil trucades de personal militar rus. El desembre de 2022, un portaveu del programa va dir que havia processat més de 4.300 sol·licituds directes d'informació sobre com lliurar-se.
El 4 de maig de 2023, el portaveu de la línia directa, Vitaliy Matvienko, va declarar que havia rebut sol·licituds de rendició de 3.200 soldats russos l'abril de 2023, cosa que representa un augment del 10% respecte al març de 2023. Va afegir que la línia directa havia rebut un total de 16.000 sol·licituds de rendició des de la seva creació. El seu lloc web havia rebut més de 36 milions de visites, 32 milions de les quals es van fer des del territori de Rússia.
| «                                                                             | (ucraïnès) 3200 росіян висловили бажання здатись у полон у квітні. Проєкт «Хочу жить». Про це на пресконференції в Military Media Center розповів спікер державного проєкту здачі в полон російських та білоруських військових "Хочу жить" Віталій Матвієнко. - За квітень кількість звернень у нас зросла, порівняно з березнем 2023 року, на 10% і становить 3200 звернень, - зазначив він. Віталій Матвієнко також розповів, що загалом, за час існування проєкту, отримано понад 16 тисяч звернень і сайт відвідало більш як 36 мільйонів осіб. 32 мільйони з них – з території російської федерації. | (català) 3.200 russos van expressar el desig de rendir-se a l'abril. El projecte "I Want to Live". Així ho va afirmar en una roda de premsa al Centre de Mitjans Militars el portaveu del projecte estatal per a la rendició dels presoners militars russos i bielorussos "I Want to Live", Vitali Matvienko. - A l'abril, el nombre de sol·licituds va augmentar un 10% respecte al març del 2023 i ascendeix a 3.200 sol·licituds, - va assenyalar. Vitali Matvienko també va dir que, en total, durant l'existència del projecte, es van rebre més de 16 mil sol·licituds i el lloc va ser visitat per més de 36 milions de persones. 32 milions d'elles són del territori de la Federació Russa. | » |
| — 3200 росіян висловили бажання здатись у полон у квітні. Проєкт "Хочу жить", | | |   |

Després de la rendició del pilot rus Maksim Kuzminov mitjançant l'Operació Synytsia i l'anunci resultant que totes les tropes militars russes que aconsegueixin transferir equipament a Ucraïna rebrien una recompensa monetària, les trucades al servei van augmentar un 70% en un dia. El gener de 2024, es va informar que la línia directa i el xatbot associat havien rebut més de 26.000 trucades des del seu llançament i que el lloc web havia estat visitat més de 48 milions de vegades.